# Mistrovství světa v ledním hokeji žen 2023
Mistrovství světa žen v ledním hokeji 2023 byl 22. ročník mistrovství světa žen v ledním hokeji, pořádaný Mezinárodní hokejovou federací (IIHF), který se konal v kanadském Bramptonu od 5. do 16. dubna 2023.

## Rozhodčí
| Hlavní | Čároví |
| --- | --- |
| Julia Kainberger Brandy Dewar Cianna Lieffers Elizabeth Mantha Shauna Neary Anniina Nurmi Tijana Haack Agnese Kārkliņa Kelly Cooke Samantha Hiller Chelsea Rapin Amanda Tassoni | Jessica Chartrand Justine Todd Erin Zach Kamila Smetková Tiina Saarimäki Amy Lack Zóra Gottlibet Magdalena Jonáková Anna Hammar Sarah Buckner Jennifer Cameron Erika Greenen |

## Skupina A

### Tabulka
|  | Postupující do čtvrtfinále |

| P  | Tým       | Z | V | VP | PP | P | GV | GI | +/- | B  |
| -- | --------- | - | - | -- | -- | - | -- | -- | --- | -- |
| 1. | Kanada    | 4 | 3 | 1  | 0  | 0 | 18 | 4  | +14 | 11 |
| 2. | USA       | 4 | 3 | 0  | 1  | 0 | 25 | 8  | +17 | 10 |
| 3. | Česko     | 4 | 1 | 1  | 0  | 2 | 10 | 14 | -4  | 5  |
| 4. | Švýcarsko | 4 | 1 | 0  | 0  | 3 | 7  | 21 | -14 | 3  |
| 5. | Japonsko  | 4 | 0 | 0  | 1  | 3 | 5  | 18 | -13 | 1  |

### Zápasy
Všechny časy jsou místní (UTC-4).
| 5. dubna 2023 15:00 | USA | 7:1 (2:1, 2:0, 3:0) | Japonsko | CAA Centre, Brampton Návštěvnost: 894 |  |

| Report | |                                 |                                  |                                                                                |
| Aerin Frankel | Aerin Frankel | Brankáři                        | Miyuu Masuhara Riko Kawaguchi    | Rozhodčí: Agnese Kārkliņa Cianna Lieffers Čároví: Tiina Saarimäki Justine Todd |
| 09:29' Megan Keller (Taylor Heise, Tessa Janecke) 14:44' Alex Carpenter (Cayla Barnes) 21:52' Alex Carpenter (Amanda Kessel, Hilary Knight) 22:43' Taylor Heise (Rory Guilday, Caroline Harvey) 45:07' Hannah Bilka (Caroline Harvey, Haley Winn) 54:16' Abbey Murphy (bez asistence) 57:09' Hilary Knight (Haley Winn, Alex Carpenter) | 09:29' Megan Keller (Taylor Heise, Tessa Janecke) 14:44' Alex Carpenter (Cayla Barnes) 21:52' Alex Carpenter (Amanda Kessel, Hilary Knight) 22:43' Taylor Heise (Rory Guilday, Caroline Harvey) 45:07' Hannah Bilka (Caroline Harvey, Haley Winn) 54:16' Abbey Murphy (bez asistence) 57:09' Hilary Knight (Haley Winn, Alex Carpenter) | 0:1 1:1 2:1 3:1 4:1 5:1 6:1 7:1 | 08:14' Haruka Toko (Remi Koyama) | Rozhodčí: Agnese Kārkliņa Cianna Lieffers Čároví: Tiina Saarimäki Justine Todd |
| 4 min | 4 min | Tresty                          | 4 min                            | Rozhodčí: Agnese Kārkliņa Cianna Lieffers Čároví: Tiina Saarimäki Justine Todd |
| 58 | 58 | Střely                          | 13                               | Rozhodčí: Agnese Kārkliņa Cianna Lieffers Čároví: Tiina Saarimäki Justine Todd |

| 5. dubna 2023 19:00 | Kanada | 4:0 (2:0, 1:0, 1:0) | Švýcarsko | CAA Centre, Brampton Návštěvnost: 3 510 |  |

| Report | |                 |                |                                                                             |
| Ann-Renée Desbiens | Ann-Renée Desbiens | Brankáři        | Andrea Brändli | Rozhodčí: Anniina Nurmi Amanda Tassoni Čároví: Zóra Gottlibet Erika Greenen |
| 11:42' Natalie Spooner (bez asistence) 14:27' Sarah Nurse (Erin Ambrose, Sarah Fillier) 21:44' Rebecca Johnston (Jamie Leee Rattray, Natalie Spooner) 54:07' Sarah Fillier (Sarah Nurse) | 11:42' Natalie Spooner (bez asistence) 14:27' Sarah Nurse (Erin Ambrose, Sarah Fillier) 21:44' Rebecca Johnston (Jamie Leee Rattray, Natalie Spooner) 54:07' Sarah Fillier (Sarah Nurse) | 1:0 2:0 3:0 4:0 |                | Rozhodčí: Anniina Nurmi Amanda Tassoni Čároví: Zóra Gottlibet Erika Greenen |
| 12 min | 12 min | Tresty          | 14 min         | Rozhodčí: Anniina Nurmi Amanda Tassoni Čároví: Zóra Gottlibet Erika Greenen |
| 49 | 49 | Střely          | 12             | Rozhodčí: Anniina Nurmi Amanda Tassoni Čároví: Zóra Gottlibet Erika Greenen |

| 6. dubna 2023 15:00 | Japonsko | 1:2 po prodl. (0:1, 0:0, 1:0 - 0:1) | Česko | CAA Centre, Brampton Návštěvnost: 568 |  |

| Report                         |                                |             | |                                                                       |
| Miyuu Masuhara                 | Miyuu Masuhara                 | Brankáři    | Blanka Škodová | Rozhodčí: Kelly Cooke Chelsea Rapin Čároví: Kamila Smetková Erin Zach |
| 43:14' Rui Ukita (Haruka Toko) | 43:14' Rui Ukita (Haruka Toko) | 0:1 1:1 1:2 | 19:23' Daniela Pejšová (Vendula Přibylová, Noemi Neubauerová) 63:16' Kateřina Mrázová (Noemi Neubauerová, Dominika Lásková) | Rozhodčí: Kelly Cooke Chelsea Rapin Čároví: Kamila Smetková Erin Zach |
| 2 min                          | 2 min                          | Tresty      | 2 min | Rozhodčí: Kelly Cooke Chelsea Rapin Čároví: Kamila Smetková Erin Zach |
| 17                             | 17                             | Střely      | 28 | Rozhodčí: Kelly Cooke Chelsea Rapin Čároví: Kamila Smetková Erin Zach |

| 7. dubna 2023 11:00 | Švýcarsko | 1:9 (0:4, 0:2, 1:3) | USA | CAA Centre, Brampton Návštěvnost: 2 227 |  |

| Report        |               |          |                |                                                                                       |
| Saskia Maurer | Saskia Maurer | Brankáři | Nicole Hensley | Rozhodčí: Samantha Hiller Julia Kainberger Čároví: Jennifer Cameron Jessica Chartrand |
| 10 min        | 10 min        | Tresty   | 27 min         | Rozhodčí: Samantha Hiller Julia Kainberger Čároví: Jennifer Cameron Jessica Chartrand |
| 13            | 13            | Střely   | 54             | Rozhodčí: Samantha Hiller Julia Kainberger Čároví: Jennifer Cameron Jessica Chartrand |

| 7. dubna 2023 19:00 | Česko | 1:5 (1:2, 0:1, 0:2) | Kanada | CAA Centre, Brampton Návštěvnost: 4 036 |  |

| Report         |                |          |                    |                                                                  |
| Blanka Škodová | Blanka Škodová | Brankáři | Ann-Renée Desbiens | Rozhodčí: Brandy Dewar Shauna Neary Čároví: Anna Hammar Amy Lack |
| 12 min         | 12 min         | Tresty   | 10 min             | Rozhodčí: Brandy Dewar Shauna Neary Čároví: Anna Hammar Amy Lack |
| 15             | 15             | Střely   | 42                 | Rozhodčí: Brandy Dewar Shauna Neary Čároví: Anna Hammar Amy Lack |

| 8. dubna 2023 19:00 | Japonsko | 0:5 (0:2, 0:2, 0:1) | Kanada | CAA Centre, Brampton Návštěvnost: 3 755 |  |

| Report                        |                               |          |                     |                                                                                  |
| Miyuu Masuhara Riko Kawaguchi | Miyuu Masuhara Riko Kawaguchi | Brankáři | Emerance Maschmeyer | Rozhodčí: Tijana Haack Elizabeth Mantha Čároví: Sarah Buckner Magdalena Jonáková |
| 4 min                         | 4 min                         | Tresty   | 8 min               | Rozhodčí: Tijana Haack Elizabeth Mantha Čároví: Sarah Buckner Magdalena Jonáková |
| 11                            | 11                            | Střely   | 60                  | Rozhodčí: Tijana Haack Elizabeth Mantha Čároví: Sarah Buckner Magdalena Jonáková |

| 9. dubna 2023 15:00 | USA | 6:2 (2:2, 2:0, 2:0) | Česko | CAA Centre, Brampton Návštěvnost: 2 149 |  |

| Report        |               |          |                |                                                                            |
| Aerin Frankel | Aerin Frankel | Brankáři | Blanka Škodová | Rozhodčí: Elizabeth Mantha Anniina Nurmi Čároví: Jennifer Cameron Amy Lack |
| 49 min        | 49 min        | Tresty   | 8 min          | Rozhodčí: Elizabeth Mantha Anniina Nurmi Čároví: Jennifer Cameron Amy Lack |
| 29            | 29            | Střely   | 24             | Rozhodčí: Elizabeth Mantha Anniina Nurmi Čároví: Jennifer Cameron Amy Lack |

| 10. dubna 2023 15:00 | Švýcarsko | 4:3 (0:2, 2:1, 2:0) | Japonsko | CAA Centre, Brampton Návštěvnost: 1 101 |  |

| Report         |                |          |                |                                                                               |
| Andrea Brändli | Andrea Brändli | Brankáři | Riko Kawaguchi | Rozhodčí: Julia Kainberger Amanda Tassoni Čároví: Anna Hammar Tiina Saarimäki |
| 6 min          | 6 min          | Tresty   | 4 min          | Rozhodčí: Julia Kainberger Amanda Tassoni Čároví: Anna Hammar Tiina Saarimäki |
| 28             | 28             | Střely   | 22             | Rozhodčí: Julia Kainberger Amanda Tassoni Čároví: Anna Hammar Tiina Saarimäki |

| 10. dubna 2023 19:00 | Kanada | 4:3 po s.n. (2:1) (1:1, 1:0, 1:2 - 0:0) | USA | CAA Centre, Brampton Návštěvnost: 4 322 |  |

| Report             |                    |          |               |                                                                              |
| Ann-Renée Desbiens | Ann-Renée Desbiens | Brankáři | Aerin Frankel | Rozhodčí: Samantha Hiller Cianna Lieffers Čároví: Sarah Buckner Justine Todd |
| 14 min             | 14 min             | Tresty   | 10 min        | Rozhodčí: Samantha Hiller Cianna Lieffers Čároví: Sarah Buckner Justine Todd |
| 37                 | 37                 | Střely   | 29            | Rozhodčí: Samantha Hiller Cianna Lieffers Čároví: Sarah Buckner Justine Todd |

| 11. dubna 2023 19:00 | Česko | 5:2 (3:0, 1:0, 1:2) | Švýcarsko | CAA Centre, Brampton Návštěvnost: 1 119 |  |

| Report         |                |          |                              |                                                                        |
| Blanka Škodová | Blanka Škodová | Brankáři | Saskia Maurer Caroline Spies | Rozhodčí: Kelly Cooke Tijana Haack Čároví: Jessica Chartrand Erin Zach |
| 4 min          | 4 min          | Tresty   | 8 min                        | Rozhodčí: Kelly Cooke Tijana Haack Čároví: Jessica Chartrand Erin Zach |
| 35             | 35             | Střely   | 15                           | Rozhodčí: Kelly Cooke Tijana Haack Čároví: Jessica Chartrand Erin Zach |

## Skupina B

### Tabulka
|  | Postupující do čtvrtfinále |
|  | Sestupující do divize I A  |

| P  | Tým      | Z | V | VP | PP | P | GV | GI | +/- | B  |
| -- | -------- | - | - | -- | -- | - | -- | -- | --- | -- |
| 1. | Finsko   | 4 | 4 | 0  | 0  | 0 | 26 | 3  | +23 | 12 |
| 2. | Německo  | 4 | 3 | 0  | 0  | 1 | 11 | 6  | +5  | 9  |
| 3. | Švédsko  | 4 | 2 | 0  | 0  | 2 | 18 | 14 | +4  | 6  |
| 4. | Maďarsko | 4 | 1 | 0  | 0  | 3 | 7  | 15 | -8  | 3  |
| 5. | Francie  | 4 | 0 | 0  | 0  | 4 | 5  | 29 | -24 | 0  |

### Zápasy
Všechny časy jsou místní (UTC-4).
| 5. dubna 2023 11:00 | Francie | 1:14 (0:6, 1:3, 0:5) | Finsko | CAA Centre, Brampton Návštěvnost: 705 |  |

| Report                              |                                     |                                                                  | |                                                                           |
| Margaux Mameri Caroline Lambert     | Margaux Mameri Caroline Lambert     | Brankáři                                                         | Sanni Ahola | Rozhodčí: Julia Kainberger Shauna Neary Čároví: Jennifer Cameron Amy Lack |
| 20:36' Estelle Duvin (Chloé Aurard) | 20:36' Estelle Duvin (Chloé Aurard) | 0:1 0:2 0:3 0:4 0:5 0:6 1:6 1:7 1:8 1:9 1:10 1:11 1:12 1:13 1:14 | 05:19' Petra Nieminen (Julia Liikala) 06:03' Jenniina Nylund (Sofianna Sundelin, Sanni Rantala) 08:27' Emilia Vesa (Sofianna Sundelin, Sini Karjalainen) 15:37' Emilia Vesa (Nelli Laitinen, Jenni Hiirikoski) 16:33' Noora Tulus (Ronja Savolainen, Sanni Rantala) 18:04' Julia Liikala (Sanni Vanhanen, Petra Nieminen) 21:53' Jenniina Nylund (Krista Parkkonen, Sini Karjalainen) 23:51' Rosa Lindstedt (Krista Parkkonen, Kiira Yrjanen) 30:41' Nelli Laitinen (Jenni Hiirikoski, Petra Nieminen) 42:34' Viivi Vainikka (Julia Liikala, Sanni Vanhanen) 48:32' Viivi Vainikka (Ronja Savolainen, Noora Tulus) 51:57' Petra Nieminen (Nelli Laitinen, Viivi Vainikka) 56:08' Jenniina Nylund (Nelli Laitinen, Sanni Vanhanen) 58:38' Ronja Savolainen (Viivi Vainikka, Noora Tulus) | Rozhodčí: Julia Kainberger Shauna Neary Čároví: Jennifer Cameron Amy Lack |
| 6 min                               | 6 min                               | Tresty                                                           | 4 min | Rozhodčí: Julia Kainberger Shauna Neary Čároví: Jennifer Cameron Amy Lack |
| 12                                  | 12                                  | Střely                                                           | 53 | Rozhodčí: Julia Kainberger Shauna Neary Čároví: Jennifer Cameron Amy Lack |

| 6. dubna 2023 11:00 | Německo | 6:2 (1:1, 3:1, 2:0) | Švédsko | CAA Centre, Brampton Návštěvnost: 1 021 |  |

| Report | |                                 |                                                                             |                                                                                     |
| Sandra Abstreiter | Sandra Abstreiter | Brankáři                        | Emma Söderberg                                                              | Rozhodčí: Tijana Haack Samantha Hiller Čároví: Jessica Chartrand Magdalena Jonáková |
| 18:15' Franziska Feldmeier (Carina Strobel, Celina Haider) 24:47' Laura Kluge (Luisa Welcke, Sonja Rose Weidenfelder) 25:31' Celina Haider (Theresa Wagner, Bernadette Karpf) 33:05' Svenja Voigt (Katarina Jobst-Smith, Celina Haider) 47:21' Celina Haider (Theresa Wagner, Bernadette Karpf) 55:07' Franziska Feldmeier (Carina Strobel, Tabea Botthof) | 18:15' Franziska Feldmeier (Carina Strobel, Celina Haider) 24:47' Laura Kluge (Luisa Welcke, Sonja Rose Weidenfelder) 25:31' Celina Haider (Theresa Wagner, Bernadette Karpf) 33:05' Svenja Voigt (Katarina Jobst-Smith, Celina Haider) 47:21' Celina Haider (Theresa Wagner, Bernadette Karpf) 55:07' Franziska Feldmeier (Carina Strobel, Tabea Botthof) | 0:1 1:1 2:1 3:1 3:2 4:2 5:2 6:2 | 00:10' Hilda Svensson (bez asistence) 25:50' Hilda Svensson (bez asistence) | Rozhodčí: Tijana Haack Samantha Hiller Čároví: Jessica Chartrand Magdalena Jonáková |
| 2 min | 2 min | Tresty                          | 6 min                                                                       | Rozhodčí: Tijana Haack Samantha Hiller Čároví: Jessica Chartrand Magdalena Jonáková |
| 28 | 28 | Střely                          | 33                                                                          | Rozhodčí: Tijana Haack Samantha Hiller Čároví: Jessica Chartrand Magdalena Jonáková |

| 6. dubna 2023 19:00 | Francie | 2:4 (0:2, 0:1, 2:1) | Maďarsko | CAA Centre, Brampton Návštěvnost: 1 072 |  |

| Report                                                                                                  | |                         | |                                                                           |
| Caroline Lambert                                                                                        | Caroline Lambert                                                                                        | Brankáři                | Anikó Németh | Rozhodčí: Brandy Dewar Elizabeth Mantha Čároví: Sarah Buckner Anna Hammar |
| 42:59' Estelle Duvin (Clara Rozier, Mia Väänänen) 48:07' Athéna Locatelli (Astelle Duvin, Lore Baudrit) | 42:59' Estelle Duvin (Clara Rozier, Mia Väänänen) 48:07' Athéna Locatelli (Astelle Duvin, Lore Baudrit) | 0:1 0:2 0:3 1:3 2:3 2:4 | 05:46' Alexandra Huszák (Enikő Tóth, Franciska Kiss-Simon) 11:41' Regina Metzler (Franciska Kiss-Simon, Fruzsina Mayer) 37:50' Alexandra Huszák (Réka Dabasi) 52:40' Réka Dabasi (Alexandra Huszák, Franciska Kiss-Simon) | Rozhodčí: Brandy Dewar Elizabeth Mantha Čároví: Sarah Buckner Anna Hammar |
| 31 min                                                                                                  | 31 min                                                                                                  | Tresty                  | 6 min | Rozhodčí: Brandy Dewar Elizabeth Mantha Čároví: Sarah Buckner Anna Hammar |
| 34 | 34 | Střely                  | 32 | Rozhodčí: Brandy Dewar Elizabeth Mantha Čároví: Sarah Buckner Anna Hammar |

| 7. dubna 2023 15:00 | Finsko | 3:0 (2:0, 1:0, 0:0) | Německo | CAA Centre, Brampton Návštěvnost: 1 532 |  |

| Report       |              |          |             |                                                                              |
| Anni Keisala | Anni Keisala | Brankáři | Johanna May | Rozhodčí: Agnese Kārkliņa Amanda Tassoni Čároví: Zóra Gottlibet Justine Todd |
| 4 min        | 4 min        | Tresty   | 4 min       | Rozhodčí: Agnese Kārkliņa Amanda Tassoni Čároví: Zóra Gottlibet Justine Todd |
| 43           | 43           | Střely   | 16          | Rozhodčí: Agnese Kārkliņa Amanda Tassoni Čároví: Zóra Gottlibet Justine Todd |

| 8. dubna 2023 11:00 | Švédsko | 6:2 (4:2, 1:0, 1:0) | Maďarsko | CAA Centre, Brampton Návštěvnost: 1 337 |  |

| Report     |            |          |                            |                                                                               |
| Sara Grahn | Sara Grahn | Brankáři | Anikó Németh Zsuzsa Révész | Rozhodčí: Cianna Lieffers Anniina Nurmi Čároví: Erika Greenen Tiina Saarimäki |
| 14 min     | 14 min     | Tresty   | 6 min                      | Rozhodčí: Cianna Lieffers Anniina Nurmi Čároví: Erika Greenen Tiina Saarimäki |
| 28         | 28         | Střely   | 29                         | Rozhodčí: Cianna Lieffers Anniina Nurmi Čároví: Erika Greenen Tiina Saarimäki |

| 9. dubna 2023 11:00 | Finsko | 4:2 (0:0, 0:2, 4:0) | Švédsko | CAA Centre, Brampton Návštěvnost: 1 919 |  |

| Report       |              |          |            |                                                                            |
| Anni Keisala | Anni Keisala | Brankáři | Sara Grahn | Rozhodčí: Brandy Dewar Chelsea Rapin Čároví: Erika Greenen Kamila Smetková |
| 4 min        | 4 min        | Tresty   | 11 min     | Rozhodčí: Brandy Dewar Chelsea Rapin Čároví: Erika Greenen Kamila Smetková |
| 38           | 38           | Střely   | 15         | Rozhodčí: Brandy Dewar Chelsea Rapin Čároví: Erika Greenen Kamila Smetková |

| 9. dubna 2023 19:00 | Německo | 3:0 (1:0, 1:0, 1:0) | Francie | CAA Centre, Brampton Návštěvnost: 1 020 |  |

| Report            |                   |          |                |                                                                     |
| Sandra Abstreiter | Sandra Abstreiter | Brankáři | Margaux Mameri | Rozhodčí: Kelly Cooke Shauna Neary Čároví: Zóra Gottlibet Erin Zach |
| 10 min            | 10 min            | Tresty   | 10 min         | Rozhodčí: Kelly Cooke Shauna Neary Čároví: Zóra Gottlibet Erin Zach |
| 26                | 26                | Střely   | 28             | Rozhodčí: Kelly Cooke Shauna Neary Čároví: Zóra Gottlibet Erin Zach |

| 10. dubna 2023 11:00 | Maďarsko | 0:5 (0:1, 0:3, 0:1) | Finsko | CAA Centre, Brampton Návštěvnost: 1 073 |  |

| Report                     |                            |          |             |                                                                                    |
| Anikó Németh Zsuzsa Révész | Anikó Németh Zsuzsa Révész | Brankáři | Sanni Ahola | Rozhodčí: Tijana Haack Agnese Kārkliņa Čároví: Jennifer Cameron Magdalena Jonáková |
| 8 min                      | 8 min                      | Tresty   | 2 min       | Rozhodčí: Tijana Haack Agnese Kārkliņa Čároví: Jennifer Cameron Magdalena Jonáková |
| 15                         | 15                         | Střely   | 36          | Rozhodčí: Tijana Haack Agnese Kārkliņa Čároví: Jennifer Cameron Magdalena Jonáková |

| 11. dubna 2023 11:00 | Maďarsko | 1:2 (0:2, 1:0, 0:0) | Německo | CAA Centre, Brampton Návštěvnost: 1 232 |  |

| Report       |              |          |                   |                                                                            |
| Anikó Németh | Anikó Németh | Brankáři | Sandra Abstreiter | Rozhodčí: Shauna Neary Chelsea Rapin Čároví: Erika Greenen Kamila Smetková |
| 2 min        | 2 min        | Tresty   | 6 min             | Rozhodčí: Shauna Neary Chelsea Rapin Čároví: Erika Greenen Kamila Smetková |
| 37           | 37           | Střely   | 26                | Rozhodčí: Shauna Neary Chelsea Rapin Čároví: Erika Greenen Kamila Smetková |

| 11. dubna 2023 15:00 | Švédsko | 8:2 (3:0, 4:0, 1:2) | Francie | CAA Centre, Brampton Návštěvnost: 702 |  |

| Report         |                |          |                                 |                                                                             |
| Emma Söderberg | Emma Söderberg | Brankáři | Caroline Lambert Margaux Mameri | Rozhodčí: Agnese Kārkliņa Anniina Nurmi Čároví: Magdalena Jonáková Amy Lack |
| 10 min         | 10 min         | Tresty   | 14 min                          | Rozhodčí: Agnese Kārkliņa Anniina Nurmi Čároví: Magdalena Jonáková Amy Lack |
| 48             | 48             | Střely   | 24                              | Rozhodčí: Agnese Kārkliņa Anniina Nurmi Čároví: Magdalena Jonáková Amy Lack |

## Play-off
Všechny časy jsou místní (UTC-4).

### Čtvrtfinále
| 13. dubna 2023 10:00 | Česko | 2:1 (0:1, 2:0, 0:0) | Finsko | CAA Centre, Brampton Návštěvnost: 1 034 |  |

| Report         |                |          |              |                                                                         |
| Blanka Škodová | Blanka Škodová | Brankáři | Anni Keisala | Rozhodčí: Cianna Liefers Chelsea Rapin Čároví: Anna Hammar Justine Todd |
| 10 min         | 10 min         | Tresty   | 8 min        | Rozhodčí: Cianna Liefers Chelsea Rapin Čároví: Anna Hammar Justine Todd |
| 22             | 22             | Střely   | 42           | Rozhodčí: Cianna Liefers Chelsea Rapin Čároví: Anna Hammar Justine Todd |

| 13. dubna 2023 13:30 | USA | 3:0 (1:0, 1:0, 1:0) | Německo | CAA Centre, Brampton Návštěvnost: 1 375 |  |

| Report        |               |          |                   |                                                                                  |
| Aerin Frankel | Aerin Frankel | Brankáři | Sandra Abstreiter | Rozhodčí: Elizabeth Mantha Shauna Neary Čároví: Jessica Chartrand Zóra Gottlibet |
| 10 min        | 10 min        | Tresty   | 6 min             | Rozhodčí: Elizabeth Mantha Shauna Neary Čároví: Jessica Chartrand Zóra Gottlibet |
| 52            | 52            | Střely   | 18                | Rozhodčí: Elizabeth Mantha Shauna Neary Čároví: Jessica Chartrand Zóra Gottlibet |

| 13. dubna 2023 17:00 | Kanada | 3:2 po prodl. (1:0, 1:1, 0:1 - 1:0) | Švédsko | CAA Centre, Brampton Návštěvnost: 4 019 |  |

| Report              |                     |          |                |                                                                             |
| Emerance Maschmeyer | Emerance Maschmeyer | Brankáři | Emma Söderberg | Rozhodčí: Tijana Haack Amanda Tassoni Čároví: Erika Greenen Kamila Smetková |
| 8 min               | 8 min               | Tresty   | 8 min          | Rozhodčí: Tijana Haack Amanda Tassoni Čároví: Erika Greenen Kamila Smetková |
| 54                  | 54                  | Střely   | 14             | Rozhodčí: Tijana Haack Amanda Tassoni Čároví: Erika Greenen Kamila Smetková |

| 13. dubna 2023 20:30 | Švýcarsko | 5:1 (1:1, 3:0, 1:0) | Japonsko | CAA Centre, Brampton Návštěvnost: 1 344 |  |

| Report         |                |          |                               |                                                                             |
| Andrea Brändli | Andrea Brändli | Brankáři | Miyuu Masuhara Riko Kawaguchi | Rozhodčí: Julia Kainberger Anniina Nurmi Čároví: Jennifer Cameron Erin Zach |
| 4 min          | 4 min          | Tresty   | 10 min                        | Rozhodčí: Julia Kainberger Anniina Nurmi Čároví: Jennifer Cameron Erin Zach |
| 35             | 35             | Střely   | 28                            | Rozhodčí: Julia Kainberger Anniina Nurmi Čároví: Jennifer Cameron Erin Zach |

### O 5.–8. místo
| 14. dubna 2023 15:00 | Finsko | 8:2 (1:1, 3:1, 4:0) | Německo | CAA Centre, Brampton Návštěvnost: 679 |  |

| Report       |              |          |                               |                                                                               |
| Anni Keisala | Anni Keisala | Brankáři | Sandra Abstreiter Johanna May | Rozhodčí: Kelly Cooke Brandy Dewar Čároví: Magdalena Jonáková Tiina Saarimäki |
| 6 min        | 6 min        | Tresty   | 8 min                         | Rozhodčí: Kelly Cooke Brandy Dewar Čároví: Magdalena Jonáková Tiina Saarimäki |
| 41           | 41           | Střely   | 22                            | Rozhodčí: Kelly Cooke Brandy Dewar Čároví: Magdalena Jonáková Tiina Saarimäki |

| 14. dubna 2023 19:00 | Japonsko | 0:1 (0:1, 0:0, 0:0) | Švédsko | CAA Centre, Brampton Návštěvnost: 976 |  |

| Report         |                |          |                |                                                                                 |
| Riko Kawaguchi | Riko Kawaguchi | Brankáři | Emma Söderberg | Rozhodčí: Samantha Hiller Agnese Kārkliņa Čároví: Sarah Buckner Kamila Smetková |
| 6 min          | 6 min          | Tresty   | 12 min         | Rozhodčí: Samantha Hiller Agnese Kārkliņa Čároví: Sarah Buckner Kamila Smetková |
| 23             | 23             | Střely   | 24             | Rozhodčí: Samantha Hiller Agnese Kārkliņa Čároví: Sarah Buckner Kamila Smetková |

### Semifinále
| 15. dubna 2023 12:00 | USA | 9:1 (1:0, 5:1, 3:0) | Česko | CAA Centre, Brampton Návštěvnost: 2 663 |  |

| Report        |               |          |                                   |                                                                          |
| Aerin Frankel | Aerin Frankel | Brankáři | Blanka Škodová Kateřina Zechovská | Rozhodčí: Kelly Cooke Cianna Liefers Čároví: Anna Hammar Tiina Saarimäki |
| 6 min         | 6 min         | Tresty   | 10 min                            | Rozhodčí: Kelly Cooke Cianna Liefers Čároví: Anna Hammar Tiina Saarimäki |
| 45            | 45            | Střely   | 15                                | Rozhodčí: Kelly Cooke Cianna Liefers Čároví: Anna Hammar Tiina Saarimäki |

| 14. dubna 2023 19:00 | Kanada | 5:1 (0:0, 2:1, 3:1) | Švýcarsko | CAA Centre, Brampton Návštěvnost: 4 235 |  |

| Report             |                    |          |                |                                                                                    |
| Ann-Renee Desbiens | Ann-Renee Desbiens | Brankáři | Andrea Brändli | Rozhodčí: Samantha Hiller Chelsea Rapin Čároví: Jennifer Cameron Jessica Chartrand |
| 10 min             | 10 min             | Tresty   | 27 min         | Rozhodčí: Samantha Hiller Chelsea Rapin Čároví: Jennifer Cameron Jessica Chartrand |
| 59                 | 59                 | Střely   | 9              | Rozhodčí: Samantha Hiller Chelsea Rapin Čároví: Jennifer Cameron Jessica Chartrand |

### O 5. místo
| 16. dubna 2023 09:00 | Finsko | 3:1 (1:1, 1:0, 1:0) | Švédsko | CAA Centre, Brampton Návštěvnost: 956 |  |

| Report      |             |          |                |                                                                           |
| Sanni Ahola | Sanni Ahola | Brankáři | Emma Söderberg | Rozhodčí: Kelly Cooke Cianna Lieffers Čároví: Anna Hammar Tiina Saarimaki |
| 4 min       | 4 min       | Tresty   | 14 min         | Rozhodčí: Kelly Cooke Cianna Lieffers Čároví: Anna Hammar Tiina Saarimaki |
| 42          | 42          | Střely   | 19             | Rozhodčí: Kelly Cooke Cianna Lieffers Čároví: Anna Hammar Tiina Saarimaki |

### O 3. místo
| 16. dubna 2023 15:00 | Česko | 3:2 (2:1, 1:1, 0:0) | Švýcarsko | CAA Centre, Brampton Návštěvnost: 2 162 |  |

| Report         |                |          |                |                                                                                    |
| Blanka Škodová | Blanka Škodová | Brankáři | Andrea Brändli | Rozhodčí: Samantha Hiller Chelsea Rapin Čároví: Jennifer Cameron Jessica Chartrand |
| 12 min         | 12 min         | Tresty   | 16 min         | Rozhodčí: Samantha Hiller Chelsea Rapin Čároví: Jennifer Cameron Jessica Chartrand |
| 33             | 33             | Střely   | 13             | Rozhodčí: Samantha Hiller Chelsea Rapin Čároví: Jennifer Cameron Jessica Chartrand |

### Finále
| 16. dubna 2023 19:00 | Kanada | 3:6 (1:1, 2:1, 0:4) | USA | CAA Centre, Brampton Návštěvnost: 4 635 |  |

| Report             |                    |          |               |                                                                              |
| Ann-Renée Desbiens | Ann-Renée Desbiens | Brankáři | Aerin Frankel | Rozhodčí: Elisabeth Mantha Amanda Tassoni Čároví: Sarah Buckner Justine Todd |
| 8 min              | 8 min              | Tresty   | 10 min        | Rozhodčí: Elisabeth Mantha Amanda Tassoni Čároví: Sarah Buckner Justine Todd |
| 27                 | 27                 | Střely   | 22            | Rozhodčí: Elisabeth Mantha Amanda Tassoni Čároví: Sarah Buckner Justine Todd |

## Konečné pořadí
| Poř.             | Tým       | Z | V | VP | PP | P | GV | GI | +/− | B  | Konečný výsledek          |
| ---------------- | --------- | - | - | -- | -- | - | -- | -- | --- | -- | ------------------------- |
| Zlatá medaile    | USA       | 7 | 6 | 0  | 1  | 0 | 43 | 12 | +31 | 19 | Šampioni                  |
| Stříbrná medaile | Kanada    | 7 | 4 | 2  | 0  | 1 | 29 | 13 | +16 | 16 | Finalisté                 |
| Bronzová medaile | Česko     | 7 | 3 | 1  | 0  | 3 | 16 | 26 | -10 | 11 | Třetí místo               |
| 4.               | Švýcarsko | 7 | 2 | 0  | 0  | 5 | 15 | 30 | -15 | 6  | Čtvrté místo              |
|                  |           |   |   |    |    |   |    |    |     |    |                           |
| 5.               | Finsko    | 7 | 6 | 0  | 0  | 1 | 38 | 8  | +30 | 18 | O 5. místo                |
| 6.               | Švédsko   | 7 | 3 | 0  | 1  | 3 | 22 | 20 | +2  | 10 | O 5. místo                |
|                  |           |   |   |    |    |   |    |    |     |    |                           |
| 7.               | Japonsko  | 6 | 0 | 0  | 1  | 5 | 6  | 24 | -18 | 1  |                           |
| 8.               | Německo   | 6 | 3 | 0  | 0  | 3 | 13 | 17 | -4  | 9  |                           |
|                  |           |   |   |    |    |   |    |    |     |    |                           |
| 9.               | Maďarsko  | 4 | 1 | 0  | 0  | 3 | 7  | 15 | -8  | 3  | Sestupující do Divize I A |
| 10.              | Francie   | 4 | 0 | 0  | 0  | 4 | 5  | 29 | -24 | 0  | Sestupující do Divize I A |